# Bryonie King
Pour les articles homonymes, voir King.
Pas d'image ? Cliquez ici

a Compétitions nationales et continentales officielles uniquement.

b Matchs officiels uniquement.
Dernière mise à jour le 3 janvier 2025.
Bryonie King, née le 14 août 2003 à Merthyr Tydfil (pays de Galles), est une joueuse internationale galloise de rugby à XV et internationale (en) de rugby à XIII évoluant en troisième ligne aile à XV et deuxième ligne à XIII. Elle joue au Gwalia Lightning.

## Biographie
Hannah Bluck naît le 14 août 2003 à Merthyr Tydfil au pays de Galles. Elle joue au rugby à XV dès l'âge de huit ans au sein du club d'Abercynon RFC, puis pour l'équipe des moins de 18 ans des Cardiff Blues à seulement quinze ans,. À dix-sept ans, elle fait ses débuts en Championnat d'Angleterre avec le club de Gloucester-Harpury RFC. Elle joue en troisième ligne.
En parallèle, elle pratique également le rugby à XIII à partir de 2021, avec les Rhondda Outlaws puis les Cardiff Demons (en) et est notamment la plus jeune capitaine de la sélection galloise (en) à seulement dix-huit ans, neuf mois et vingt-neuf jours,.
En mars 2021, elle a une violente altercation avec sa coéquipière du Hartpury College, Jasmine Rampton, cette dernière n'ayant pas apprécié que Bryonie King refuse de mettre un genou à terre en solidarité avec le mouvement Black Lives Matter. L'affaire va en justice et Bryonie King, accusée d'agression à caractère raciste, est acquittée.
En 2022-2023, elle rejoint le club de rugby à XV des Bristol Bears. Au printemps, elle est convoquée en équipe du pays de Galles pour le Tournoi des Six Nations. Avec son club elle va jusqu'en demi-finale de la Premiership (défaite contre le Gloucester-Hartpury RFC).
À l'automne 2023, elle participe en Nouvelle-Zélande au WXV. Elle intègre ensuite l'effectif de la nouvelle franchise du Gwalia Lightning avec laquelle elle dispute le Celtic Challenge. Elle est également sélectionnée pour le Tournoi des Six Nations mais ne dispute aucun match.
En début de saison 2024-2025, Bryonie King est à nouveau sélectionnée en équipe nationale pour le WXV. Elle est remplaçante lors de la première rencontre contre l'Australie.